# ММВБ 10
Индекс МосБиржи 10 (MCX: MOEX10) — ценовой, не взвешенный фондовый индекс, рассчитываемый как среднее арифметическое изменения цен десяти наиболее ликвидных акций (корзина индекса), обращающихся на Московской бирже. Индекс МосБиржи 10 публикуется с 19 марта 2001 года. Начальное значение индекса составляет 100 пунктов и является приведением к этому значению стоимости портфеля из десяти выбранных акций с равными весовыми коэффициентами на 18:00 по московскому времени 30 декабря 1997 года. Перерасчёт индекса производится в режиме реального времени после каждой сделки. Состав корзины индекса пересматривается ежеквартально в зависимости от ликвидности.

## Основные принципы расчёта
Ежеквартально, во второй рабочий день квартала на основании четырёх показателей ликвидности происходит пересмотр корзины индекса из 10 наиболее ликвидных акций обращающихся на Московской бирже без учёта их принадлежности к котировальным спискам.
В текущем времени, после каждой сделки с включёнными в портфель акциями, происходит перерасчёт индекса, как сумма изменений цен инструментов, включённых в базу расчёта индекса, умноженная на поправочный коэффициент и делённая на десять. Для целей расчёта индекса стоимость акций берётся в рублях.

## Динамика изменения
| Год  | Изменение, % |
| ---- | ------------ |
| 2006 | 91,54%       |
| 2007 | 0,86%        |
| 2008 | –63,19%      |

## Публикация
Индекс публикуется ежесекундно на протяжении всего времени торгов на Московской бирже в основном режиме.
| Тикеры Индекса МосБиржи 10 в различных системах | Тикеры Индекса МосБиржи 10 в различных системах |
| Система                                         | Тикер                                           |
| ----------------------------------------------- | ----------------------------------------------- |
| MICEX                                           | MICEX10INDEX                                    |
| ISIN                                            | RU0006216587                                    |
| Bloomberg                                       | MICEX10                                         |
| Reuters                                         | MCX10                                           |
| TradingView                                     | RUS10                                           |